# سليم هاربو
سليم هاربو (بالإنجليزية: Slim Harpo)‏ (Slim Harpo) اسمه الحقيقي جيمس موري (11 يناير 1924 في لويزيانا - 31 يناير 1970 في باتون روج، لويزيانا) كان موسيقي بلوز أمريكي وموهوب في عزف الهارمونيكا.
اشتغل سليم هاربو باكرا في وظائف صعبة بسبب اليتم، بعد الحرب العالمية الثانية بدأ مسيرته في أحد النوادي في باتون روج، في عام 1957 قام بأول تسجيلاته.
توفي عام 1970 إثر نوبة قلبية.

## روابط خارجية
- سليم هاربو على موقع IMDb (الإنجليزية)
- سليم هاربو على موقع ميوزك برينز (الإنجليزية)
- سليم هاربو على موقع ميوزك برينز (الإنجليزية)
- سليم هاربو على موقع أول ميوزيك (الإنجليزية)
- سليم هاربو على موقع أول ميوزيك (الإنجليزية)
- سليم هاربو على موقع ديسكوغز (الإنجليزية)
- سليم هاربو على موقع ديسكوغز (الإنجليزية)